# گنجشک‌ها (فیلم ۱۹۲۶)
گنجشک‌ها (انگلیسی: Sparrows) فیلمی در ژانر درام به کارگردانی ارل براون است که در سال ۱۹۲۶ منتشر شد. از بازیگران آن می‌توان به اسپک اودانل و مری پیکفورد اشاره کرد.